# Проилавская митрополия
Проилавская митрополия (Проиловская митрополия, Браильская митрополия, рум. Mitropolia Proilaviei) — митрополия Константинопольского патриархата на территории Османской империи, основанная в 1540—1550 годах. Её центром был город Браила на левом берегу Дуная в Румынии. В 1751—1789 годах резиденцией проилавского митрополита был город Измаил (ныне Одесская область Украины), а с 1812 год и до окончательного упразднения в 1840 году — Силистра (ныне Болгария).
К Проилавской митрополии принадлежали земли Добруджи, Буджака, Бендер, а после подписания Бучачского мирного договора 1672 — Хотинская епископия и все православные территории и приходы Правобережной и Левобережной Украины, находившиеся под протекторатом Османской империи, в частности, Ханская Украина, Олешковская Сечь и православные общины, находившихся на территории Крымского ханства .
К Проилавской митрополии, в частности, относились Мотронинский, Мошногорский, Медведовский, Жаботинский, Лебединский и другие казацкие монастыри Правобережной Украины.
Из настоятелей известны: митрополит Даниил II, который от 1751 до 1773 года занимал кафедру в городе Измаиле. 
В церковных грамотах подписывался « «Даниил, милостью Божией митрополит Проилавии, Томарова (Рени), Хотина, всего побережья Дуная и всего Днестра и всея Украины хана». В 1767 году он рукополагал Хотинского епископа Амвросия, епископия которого при поддержке турок вошла в его митрополию, как утверждает Эмиль Драгнев. .
Титулом украинского митрополита подписывались преемники Даниила Иоаким (1773—1780) и Кирилл (1780—1792).
С 1821 и до 1828 года Проилавской митрополией руководил митрополит Анфим II. В 1828 году началась очередная русско-турецкая война. Царские войска оккупируют Яссы, Бухарест и Браилу, и митрополия прекращает свое существование, хотя митрополит Анфим остаётся правящим архиереем до своего отречения в ноябре 1836 года. Официально этот титул был упразднён в 1838 году, или в январе 1840 года.

## Митрополиты
- Гавриил
- Нектарий I
- Анфим I
- Григорий I
- Мелетий (1639—1655)
- Герасим (1655—1658)
- Парфений I (1668—1671)
- Лаврентий (1671—1672)
- Нектарий II
- Каллиник I
- Григорий II
- Иоанникий
- Каллиник II (1743—1748)
- Филофей (1748—1751)
- Даниил (1751—1773)
- Иоаким (1773—1780)
- Кирилл (1781—1792)
- Парфений II (1793—1810)
- Каллиник III (1810—1813)
- Каллиник IV (1813—1821)
- Анфим II (март 1821 — ноябрь 1836)
- Григорий ІII (ноябрь 1836 — 1838)